# Pierre Rosset-Cournand
Pierre Rosset-Cournand, né le 2 juin 1924 à Johannesbourg et Mort pour la France le 15 septembre 1944 à Geney, est un militaire et résistant français, Compagnon de la Libération. 

## Biographie

### Jeunesse et formation
Fils d'un artiste-peintre français et d'une mère d'origine américaine installés en Afrique du Sud, Pierre Rosset naît le 2 juin 1924 à Johannesbourg,. Après la mort de son père l'année suivante, il est envoyé en France où il vit les neufs années suivantes. En 1934, il part pour les États-Unis où sa mère s'est remarié avec le prix Nobel de médecine André Cournand qui adopte Pierre. Après des études primaires dans le New-Jersey, il fréquente le lycée français de New York puis entre à la Phillips Academy d'Andover en 1941.

### Seconde Guerre mondiale
Malgré son admission à Harvard et la distance avec la France, il refuse la défaite de celle-ci et choisit d'interrompre ses études pour s'engager dans les forces françaises libres en avril 1943. Affecté à la mission militaire française de Washington, il effectue une période d'instruction militaire à Fort Benning d'où il sort aspirant en novembre 1943,. Il est alors intégré à l'OSS et embarque pour l'Angleterre en décembre. Cependant, son navire est torpillé pendant la traversée de l'Atlantique et Pierre Rosset-Cournand, rescapé du naufrage, est rapatrié à New-York. Immédiatement reparti pour le Royaume-Uni, il est affecté à la mission militaire de liaison administrative mais demande à intégrer une unité combattante.
Le 6 mai 1944, il est muté au 3e régiment de chasseurs parachutistes (3e RCP). Après plusieurs mois d'entraînement en Écosse, le 3e RCP est parachuté en Bretagne et Pierre Rosset-Cournand participent aux combats entre Morlaix et Brest. Il se distingue à Plabennec en s'emparant d'une pièce d'artillerie ennemie, puis à Lesneven en détruisant trois blindés. Parachuté ensuite dans le Doubs, il s'illustre à nouveau en détruisant une automitrailleuse à Autechaux-Roide le 10 septembre 1944, puis quatre jours plus tard en favorisant la libération du village d'Accolans contre trois-cent allemands,.
Le 15 septembre 1944, sa section attaque le village de Geney mais rencontre une forte résistance allemande et se retrouve face à des chars Tigre. L'unité reçoit l'ordre de se replier. Alors qu'il couvre le mouvement de ses hommes avec sa mitrailleuse, Pierre Rosset-Cournand est tué,. Il est inhumé à Abbenans.

## Décorations
|  |  |  |

| Compagnon de la Libération Par décret du 17 novembre 1945 | Compagnon de la Libération Par décret du 17 novembre 1945 | Compagnon de la Libération Par décret du 17 novembre 1945 | Médaille militaire | Médaille militaire | Médaille militaire | Croix de guerre 1939-1945 Avec une palme | Croix de guerre 1939-1945 Avec une palme | Croix de guerre 1939-1945 Avec une palme |